# ریچارد کلایدرمن
ریچارد کلایدرمن (فرانسوی: Richard Clayderman‎; تلفظ فرانسوی: [ʁiʃaʁ klɛidɛʁman]؛ زاده ۲۸ دسامبر ۱۹۵۳ در پاریس) با نام اصلی فیلیپ پاژه (فرانسوی: Philippe Pagès‎; تلفظ فرانسوی: [filip pagɛs]) نوازنده مشهور پیانو فرانسوی است. او آلبوم‌های متعددی را ارائه نموده‌است. این آلبوم‌ها شامل ساخته‌هایی از دو آهنگساز مشهور فرانسوی: Paul de Senneville و Olivier Toussaint، بازنوازی آثار معروف موسیقی کلاسیک، تنظیمِ آثار مشهور موسیقی مردمی و موسیقی ملل، و بالاخره تنظیم‌هایی برای موسیقی فیلم است.

## دوران جوانی
فیلیپ پاژه، نواختن پیانو را از سن ۵ سالگی نزد پدرش که یک معلم پیانو بود فرا گرفت. گفته می‌شود که وی قبل از ورود به مدرسه و پیش از خواندن و نوشتن زبان مادری، خط موسیقی را به خوبی می‌خواند. چند سال بعد، در رقابت‌های محلی پیانو ممتاز گردید. در سن ۱۲ سالگی در کنسرواتوار پاریس در رشتهٔ نوازندگی پیانو پذیرفته شد و در ۱۶ سالگی با رتبهٔ اول فارغ‌التحصیل گردید. یک سال بعد در حالی که در کنسراتوار عالی پاریس دورهٔ پیشرفته پیانیست کنسرت را ادامه می‌داد، به دلیل مشکلات زیادی که بر سر راهش بود از جمله بیماری پدرش و مشکلات مالی حاصل از آن، دوره پیشرفته مذکور را نیمه تمام رها نمود و برای گذران زندگی، روزها به عنوان کارمند در یک بانک، و شب‌ها در برخی گروه‌های آن زمان به عنوان آکومپانیست پیانو فعالیت می‌کرد. همان زمان خوانندگان مطرح شانسون دهه ۷۰ همچون Michael Sardou, Johny Hallyday و Thierry Le Luron را با پیانو همراهی نمود.

## چکامه‌ای برای آدلین
کار او با «چکامه‌ای برای آدلین» یا «بالاد برای آدلین» (Ballade pour Adeline) در سال ۱۹۷۶ آغاز شد که موفقیتی جهانی داشت. او در سال ۱۹۷۶ توسط Olivier Toussaint، آهنگساز و تهیه‌کننده موسیقی و همکارش Paul de Senneville، دعوت شد تا قطعه‌ای برای پیانو را ضبط نماید. Paul de Senneville آهنگساز و مؤسس استودیو Delphine پاریس، این قطعه‌ای را برای دختر تازه متولد شده‌اش به نام آدلین ساخته بود و برای ضبط این قطعه از نوازندگان پیانو دعوت کرده بود تا از بین آن‌ها بهترین نوازنده را برای این قطعه انتخاب کند. فیلیپ ۲۳ ساله به دلیل آنکه اجرایی لطیف، دلنواز از این قطعه انجام داده بود و به علاوه دارای شخصیتی محجوب و چهره‌ای خوش بود، از بین ۲۰ پیانیست دیگر انتخاب شد. دیری نکشید که ۲۲ میلیون نسخه از تک آهنگ «چکامه‌ای برای آدلین» در ۳۸ کشور دنیا به فروش رسید و به دنبال این موفقیت اعجاب‌انگیز، فیلیپ نام خانوادگی فرانسوی اصلی خود (Pagès) را برای پرهیز از بد تلفظ شدن در سایر زبان‌های دنیا به نام خانوادگی مادربزرگ اسکاندیناویایی خود (Clayderman) تغییر داد و Richard را به عنوان تخلص هنری خود برگزید. از سال ۱۹۷۷ آلبوم‌های پیاپی ضبط نمود و اولین کنسرت بین‌المللی خود را از پایتخت موسیقی کلاسیک، شهر وین اتریش آغاز نمود. از آن پس، هر سال با انتشار ۲ یا ۳ آلبوم جدید و با برگزاری تورهای بین‌المللی در کشورهای اروپایی، آمریکای لاتین، خاور دور و خاور میانه، به عنوان یک ستاره کنسرت‌های بیشماری را ترتیب داده‌است. گفتنی است که از سال ۱۹۷۹ تا کنون، هر ساله، ۲۰۰ روز را در تور جهانی به برگزاری کنسرت برای هوادارانش می‌پردازد.

## موفقیت‌ها
کلایدرمن تاکنون بیش از ۱۲۰۰ ملودی ضبط کرده‌است و با فروش بیش از ۸۰ میلیون نسخه دارای ۲۷۰ صفحهٔ طلایی و ۷۰ صفحهٔ پلاتینیوم است.
در کتاب رکوردهای جهانی گینس، از وی به عنوان «موفق‌ترین نوازنده پیانو در سراسر دنیا» نام برده شده‌است. کلایدرمن به ویژه در آسیا بسیار محبوب است.
او نخستین کنسرت خود را در سال ۱۹۷۹ برگزار کرد و از آن زمان بیش از ۲۵۰۰ کنسرت اجرا کرده‌است.
نانسی ریگان همسر رونالد ریگان رئیس‌جمهور سابق آمریکا او را «شاهزاده رمانس» لقب داده بود.

## سبک
کلایدرمن سبک کار خود را ترکیبی نو-رمانتیک از موسیقی کلاسیک و پاپ می‌داند. او سبک رمانتیک نوینی را با تلفیق موسیقی کلاسیک و پاپ ساخته و استاندارد جدید از اجرای پیانو را که برای اغلب علاقه‌مندان پیانو و حتی مبتدیان قابل اجراست پدیدآورده است. بسیاری از جوانان علاقه‌مندی شان به پیانو و موسیقی کلاسیک را مدیون آشنایی با موسیقی وی می‌دانند. در حقیقت موسیقی کلایدرمن همانند پلی موسیقی پاپ را به موسیقی کلاسیک پیوند زده، گرایش و درک موسیقی کلاسیک به ویژه موسیقی‌سازی را برای مردم دنیا آسان‌تر نموده‌است.

## ارزیابی
کلایدرمن یکی از پرکارترین پیانیست‌های پاپ و کلاسیک است. مجموعه آثار ضبط شدهٔ وی، کلکسیون بی نظیری از محبوب‌ترین ملودی‌های دنیا با اجرای پیانو و ارکستر کلاسیک - پاپ است. در یک ارزیابی کلی غیرمنصفانه‌است که آثار وی در همسویی با پسند عامه مردم، در حد عوام زدگی فرو افتد.

## کنسرت در ایران
ریچارد کلایدرمن در ایران نیز از محبوبیت خاصی برخوردار است. او از سال ۱۳۹۱ قصد اجرای کنسرت در ایران را داشت اما در سال ۱۳۹۳ معلوم شد که تلاشش برای دریافت مجوز بی‌نتیجه مانده‌است. در نهایت اعلام شد در تیرماه۱۳۹۷ به همراه ارکستری حرفه‌ای در تالار وزارت کشور برنامه اجرا خواهد کرد و برای مخاطبان ایرانی قطعه «ای ایران» را با پیانو خواهد نواخت.
او پیش‌تر گفته بود: «می‌دانم که اولین سرود ملی و مردمی‌ترین سرود ایرانی‌ها همین ای ایران است. اولین‌بار که به آن گوش دادم، حسی عجیب وجودم را فرا گرفت. همان زمان، تصمیم گرفتم ضمن تنظیم مجدد آن برای ساز پیانو، خود را بیش از پیش به حافظه شنیداری مردم ایران و خاطرات آن‌ها نزدیک کنم.»
کلایدرمن همچنین گفته بود که به "کشف تم‌های موسیقی ایرانی" و همکاری با موسیقیدان‌های ایرانی علاقه‌مند است و دلش می‌خواهد ایران را که "کشوری زیبا و رویایی" با "تمدنی شکوهمند " است ببیند.